# CXCL1
Phối tử chemokine (mô-típ CXC) 1 (CXCL1) là một cytokine nhỏ thuộc họ chemokine CXC trước đây được gọi là GRO1 oncogene, GROα, KC, protein kích hoạt tăng bạch cầu trung tính 3 (NAP-3) MGSA-α). Ở người, protein này được mã hóa bởi CXCL1.

## Chức năng
CXCL1 được tiết ra bởi các tế bào u ác tính ở người, có đặc tính giảm thiểu và có liên quan đến sinh bệnh u ác tính. CXCL1 được thể hiện bởi các đại thực bào, bạch cầu trung tính và tế bào biểu mô, và có hoạt tính hóa học bạch cầu trung tính. CXCL1 đóng một vai trò trong sự phát triển tủy sống bằng cách ức chế sự di chuyển của tiền chất oligodendrocyte và tham gia vào các quá trình tạo mạch, sinh động mạch, viêm, chữa lành vết thương và sinh khối u. Chemokine này gợi ra tác dụng của nó bằng cách truyền tín hiệu qua thụ thể chemokine CXCR2. Gen cho CXCL1 nằm trên nhiễm sắc thể 4 ở người trong số các gen của các chemokine CXC khác. Một nghiên cứu ban đầu trên chuột cho thấy bằng chứng cho thấy CXCL1 đã giảm mức độ nghiêm trọng của bệnh đa xơ cứng và có thể có chức năng bảo vệ thần kinh.